# May Sybil Leslie
May Sybil Leslie (Woodlesford (Regne Unit) 14 d'agost de 1887 - Bardsey 3 de juliol 1937) va ser un química anglesa que va treballar amb Marie Curie i Ernest Rutherford. Des de 1920 fins a la seva mort, Leslie va ser membre de la Royal Society of Chemistry.

## Biografia
Leslie era filla de Frederick Leslie, un miner de carbó i llibreter, i d'Elizabeth Dickinson. Va ser educada a Leeds, graduant-se d'una escola secundària a 1905. Va rebre la seva llicenciatura en química amb honors de primera classe de la Universitat de Leeds el 1908, i a l'any següent, va rebre un M.Sc. per a la investigació amb SM Dawson sobre la cinètica de la iodació d'acetona. En aquest mateix, va treballar com a assistent d'investigació per Marie Curie a París (1909-1911) i va escriure diversos articles en francès sobre l'extracció de nous elements del tori (Th) i les seves propietats. Per recomanació de Curie, es va mudar a Manchester per treballar a les propietats del tori i l'actini amb Ernest Rutherford en el Laboratori Físic de la Universitat de Victòria, Manchester. (1911-1912). Després de deixar Manchester, va treballar com a mestra de secundària a West Hartlepool (1912-1913) i com a professora ajudant i demostradora de química en la University College de Bangor, Gal·les (1914-1915)
Durant la Primera Guerra Mundial, Leslie va treballar en la fabricació a gran escala d'explosius a Liverpool. Les dones van ser tingudes en baixa estima en ciència i enginyeria en aquests anys, és per això que les seves cites a Bangor i Liverpool van ser inusuals i podrien explicar-se per l'escassetat d'homes durant la guerra. Va perdre el seu treball en la investigació d'explosius a 1917 al tornar els enginyers homes del front.
El 1918, Leslie va rebre un doctorat de la Universitat de Leeds pel seu treball combinat sobre tori i explosius. El mateix any es va convertir en demostradora de química a Leeds i el 1928 a professora de química física. Durant aquests anys, la seva investigació es va centrar principalment a la química dels tints sintétics. El 1920 es va convertir en membre de la Royal Society of Chemistry. El 1923, Leslie es va casar amb Alfred Hamilton Burr, químic a Salford. El 1929 va deixar Leeds per quedar-se amb el seu marit i va tornar a Leeds només després de la seva mort en 1933. Va morir quatre anys després el 3 de juliol de 1937.